# Манастир Горна Бања
Манастир Горна Бања је делујући манастир Бугарске православне цркве. Налази се на планини Љулин, на око 6 км од центра вила Горна Бања у Софији, на равној нози међу мешовитим боровим и листопадним шумама. Манастиру се може доћи нормалним путем.
Године 1460. мошти краља Стефана Милутина стигле су у манастир из Трепче. Након тога, мошти Светог Краља пренете су само у софијске саборне храмове — Светог Ђорђа, Свете Марине, Светог Архангела Михаила и Свете Недеље, где се и данас налазе. Мошти Светог Краља су остале у цркви манастира најмање 20 година.